# Міщук Вадим Миколайович
Вади́м Микола́йович Міщу́к — український військовослужбовець, учасник російсько-української війни, кавалер ордена «За мужність».

## Життєпис
У 2016 році Вадим став на захист України в складі 72 ОМБр. Разом з побратимами обороняв Авдіївку. Після 2021 року звільнився з військової служби, але з початком повномасштабного вторгнення знову долучився до збройних сил, брав участь у деокупації районів Київщини, Чернігівщини, Сумщини та Харківщини. Після визволення цих регіонів обороняв Донецьку область, де внаслідок важкого поранення втратив ліву ногу.
Наприкінці 2023 року успішно пройшов протезування у Вашингтоні та повернувся в Україну.

## Нагороди
- Орден «За мужність» III ступеня — за особисту мужність і самовідданість, виявлені у захисті державного суверенітету та територіальної цілісності України, вірність військовій присязі[4]